# Либерти-боул (стадион)
Мемориальный стадион «Либерти-боул» (англ. Liberty Bowl Memorial Stadium), первоначально Мемориальный стадион Мемфиса (англ. Memphis Memorial Stadium) — футбольный стадион, расположенный в Мемфисе (штат Теннесси, США). Является домашним стадионом команды по американскому футболу университета Мемфиса «Мемфис Тайгерс», а также местом проведения ежегодного AutoZone Liberty Bowl. Здесь также проводили свои домашние игры различные профессиональные команды, выступавшие в городе, а также местные футбольные игры.

## История
Стадион, который первоначально назывался мемориальным стадионом Мемфиса, был построен в 1965 году за 3 млн долларов в Mid-South Fairgrounds — месте проведения самых популярных ярмарок на Юге США, рядом с бывшим основным стадионом города «Мид-Саут-колизиум», а также парком развлечения Либертилэнд. Строительство стадиона было посвящено жителям Мемфиса, участвовавшим в Первой мировой войне, Второй мировой войне и в Корейской войне.
Строительство частично было связано с желанием вернуть Либерти Боул назад в Мемфис (игра была основана в Филадельфии, но из-за плохой посещаемости была перенесена в Атлантик-Сити, а затем в Мемфис). Игра стала настолько популярной в городе, что стадион в 1976 году был переименован в Мемориальный стадион «Либерти-боул». Первоначально он был спроектирован так, что юго-западная часть была выше, чем северо-восточная, но при реконструкции в 1987 году он был переделан в равномерный. Дизайн стадиона был похожим на старый стадион «Тампа-стэдиум», где места в эндзоне были короче, чем по бокам. Первоначально на поле было уложено натуральное покрытие, но в 2005 году было заменено на искусственное FieldTurf. «Либерти-боул» был спроектирован так, чтобы зрители могли хорошо видеть поле с любых мест на стадионе.
В декабре 1983 года игровое поле стадиона было названо «Поле Рекса Докери» в честь Рекса Докери, бывшего тренера команды по американскому футболу Мемфиса, который умер в авиакатастрофе.
9 июля 1988 года на стадионе проходил рок-фестиваль Monsters of Rock Festival Tour, где выступали Van Halen, Scorpions, Dokken, Metallica и Kingdom Come.